# 불개미

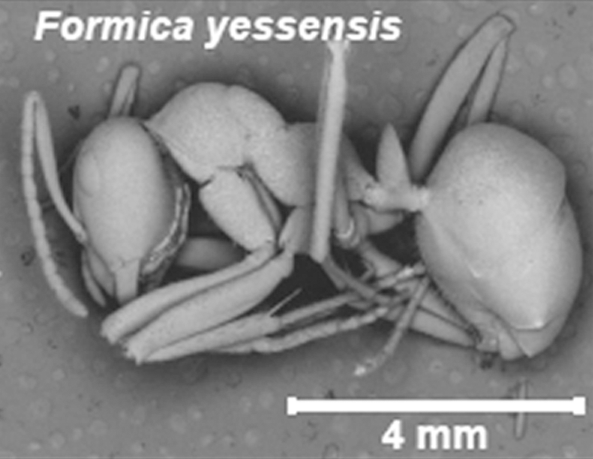

불개미(Formica yessensis)는 불개미속에 속하는 개미의 한 종이다. 화의(火蟻)라고도 한다. 한반도, 일본(혼슈 중부 이북), 중국, 대만, 러시아(동시베리아) 등지에 분포한다. 한국에서는 내륙에 넓게 국지적으로 분포한다. 다만, 남부지방으로 갈수록 개체수가 적어진다. 허준의 《동의보감》에서 나올 만큼 약재로도 유명한 개미다. 몸길이는 일개미는 4.5~8 mm, 여왕개미는 9~12 mm 정도이다. 불개미 일개미는 몸 길이나 덩치 차이가 아주 심하다. 여왕개미 중에 일개미와 비슷한 몸 길이를 가진 개체도 존재하기도 하다. 불개미의 모습이나 형태는 같은 속의 곰개미와 대체로 비슷하다. 둥그스름한 세모꼴의 얼굴과 양 쪽 눈의 겹눈 그리고 여왕개미와 수개미는 특유의 세 개의 홑눈을 가지고 있다.

## 생태
산지의 정상부나 높은 장소에 서식한다. 다만 경기도와 강원도 이북의 경우에는 저지대나 평지에 부근에서 보이기도 한다. 불개미의 집은 마른풀, 마른 침엽수류 잎으로 쌓아 만든다. 최대 성인의  허리 높이까지 쌓아 올린다. 활동시기는 4월~10월이고 결혼비행은 8월에 이루어진다.

## 소설
불개미는 베르나르 베르베르의 《개미》에 나오지만 소설 속 불개미는 불개미속의 다른 종인 홍개미이다.